# Iran Fajr International 2023
Die Iran Fajr International 2023 im Badminton fanden vom 31. Januar bis zum 5. Februar 2023 in Teheran statt. Erstmals wurden bei dieser 31. Turnierauflage die gemischten Doppel mit ins Turnierprogramm integriert.

## Sieger und Platzierte
| Disziplin    | Gold                                    | Silber                             | Bronze                                               |
| ------------ | --------------------------------------- | ---------------------------------- | ---------------------------------------------------- |
| Herreneinzel | Syabda Perkasa Belawa                   | Justin Hoh                         | Alvi Wijaya Chairullah                               |
| Herreneinzel | Syabda Perkasa Belawa                   | Justin Hoh                         | Iqbal Diaz Syahputra                                 |
| Dameneinzel  | Tanya Hemanth                           | Tasnim Mir                         | Aditi Bhatt                                          |
| Dameneinzel  | Tanya Hemanth                           | Tasnim Mir                         | Stephanie Widjaja                                    |
| Herrendoppel | Christian Bernardo Alvin Morada         | Raymond Indra Daniel Edgar Marvino | Beh Chun Meng Goh Boon Zhe                           |
| Herrendoppel | Christian Bernardo Alvin Morada         | Raymond Indra Daniel Edgar Marvino | Teges Satriaji Cahyo Hutomo Christopher David Wijaya |
| Damendoppel  | Jesita Putri Miantoro Febi Setianingrum | Go Pei Kee Teoh Mei Xing           | Ridya Aulia Fatasya Kelly Larissa                    |
| Damendoppel  | Jesita Putri Miantoro Febi Setianingrum | Go Pei Kee Teoh Mei Xing           | Sânia Lima Juliana Viana Vieira                      |
| Mixed        | Chen Tang Jie Toh Ee Wei                | Hoo Pang Ron Teoh Mei Xing         | Jafar Hidayatullah Aisyah Salsabila Putri Pranata    |
| Mixed        | Chen Tang Jie Toh Ee Wei                | Hoo Pang Ron Teoh Mei Xing         | Adnan Maulana Nita Violina Marwah                    |